# The Ace of Spades (film, 1912)
Pour plus de détails, voir Fiche technique et Distribution.
The Ace of Spades est un film muet américain réalisé par Colin Campbell et sorti en 1912.

## Fiche technique
- Titre : The Ace of Spades
- Réalisation : Colin Campbell
- Scénario : Colin Campbell
- Producteur : William Selig
- Société de production : Selig Polyscope Company
- Pays d'origine :  États-Unis
- Format : Noir et blanc — 35 mm — 1.33:1 — Muet
- Genre : Film dramatique, Western
- Dates de sortie : 
  -  États-Unis : 5 mars 1912

## Distribution
- Herbert Rawlinson : L'homme
- Betty Harte : La femme
- Frank Clark : Le joueur
- Jacqueline Rowell : L'enfant
- Nick Cogley : Le barman